# XXXXVIII. Panzerkorps
XXXXVIII. Panzerkorps  bildades i juni 1942 genom omorganisation av XXXXVIII. Armeekorps.
Den deltog i striderna vid Operation Barbarossa bl.a. vid Kursk. Senare deltog kåren i strider söder om Stalingrad och i Operation Zitadelle (Slaget vid Kursk). XXXXVIII. Panzerkorps retirerade genom Polen och avslutade kriget vid Elbe.

## Befälhavare
- General der Panzertruppen Rudolf Veiel (21 juni 1942 - 1 nov 1942)
- Generalleutnant Ferdinand Heim (1 nov 1942 - 19 nov 1942)
- Generalmajor Hans Cramer (19 nov 1942 - 25 nov 1942)
- Generalmajor Heinrich Eberbach (26 nov 1942 - 30 nov 1942)
- General der Panzertruppen Otto von Knobelsdorff (30 nov 1942 - 6 maj 1943)
- Generalleutnant Dietrich von Choltitz (6 maj 1943 - 30 aug 1943)
- General der Panzertruppen Otto von Knobelsdorff (30 aug 1943 - 30 sep 1943)
- Generalleutnant Dietrich von Choltitz (30 sep 1943 - 21 okt 1943)
- General der Panzertruppen Heinrich Eberbach (22 okt 1943 - 14 nov 1943)
- General der Panzertruppen Hermann Balck (15 nov 1943 - 4 aug 1944)
- General der Panzertruppen Walther Nehring (4 aug 1944 - 19 aug 1944)
- General der Panzertruppen Fritz-Hubert Graeser (19 aug 1944 - 20 sep 1944)
- General der Panzertruppen Maximilian von Edelsheim (20 sep 1944 - 31 mars 1945)
- Generalleutnant Wolf Hagemann (31 mars 1945 - 8 maj 1945)

## Slaget om Stalingrad
Huvudartikel Slaget om Stalingrad

### Organisation
Kåren tillhörde 4. Panzerarmee och den bestod av bl.a.
- 14. Panzer-Division
- 24. Panzer-Division
- 29. Infanterie-Division (mot)
- 108. Artillerikommando
- träng- och tyg-förband

## Slaget vid Kursk
Huvudartikel Slaget vid Kursk

### Organisation
Kåren tillhörde 4. Panzerarmee
- 3. Panzer-Division
- 11. Panzer-Division
- Panzergrenadier-Division Großdeutschland
- 176. Infanterie-Division
- 132. Artillerikommando
- 144. Artillerikommando
- träng- och tyg-förband